# Meran (Adelsgeschlecht)

Wappen der Grafen von Meran

Die Grafen von Meran, Freiherren von Brandhofen, sind ein österreichisches Adelsgeschlecht, welches den Habsburg-Lothringern entstammt.

## Geschichte

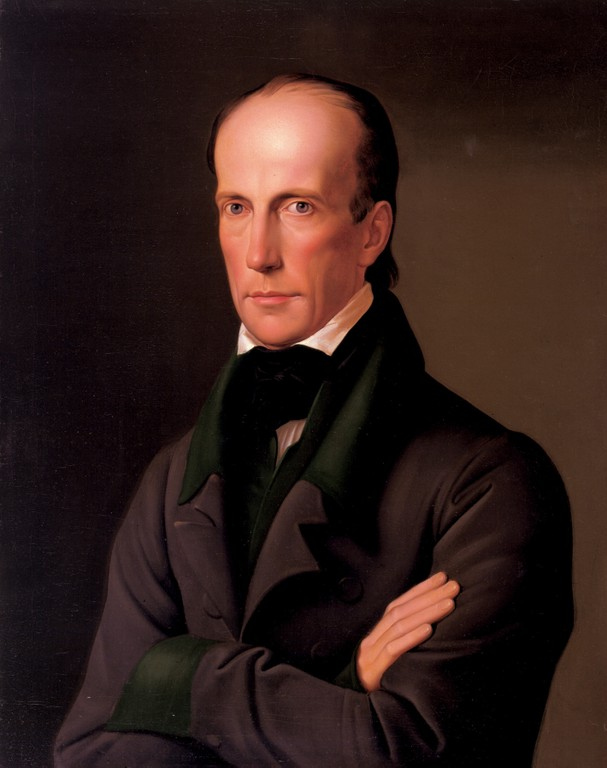
Erzherzog Johann von Österreich (1782–1859)

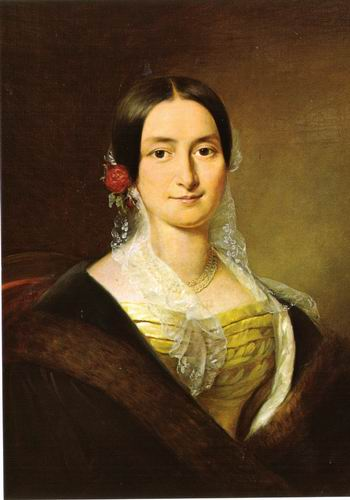
Anna Plochl (1804–1885)

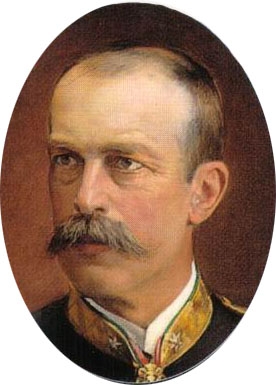
Franz Graf von Meran (1839–1891)

Das Geschlecht entstammt der morganatischen Eheverbindung des Erzherzogs Johann von Österreich und der Posthalterstochter Anna Plochl. Am  4. Juli 1834 wurde Anna Plochl in den österreichischen Freiherrenstand mit dem Zusatz „von Brandhofen“ eingeführt. Weitere Einführungen waren die in den steirischen Herrenstand am 17. September 1839, den Herrenstand in Kärnten am 22. September 1840, den Herrenstand in Krain am 22. Dezember 1841, die Aufnahme in die Tiroler Adelsmatrikel am 1. Juli 1842, den oberösterreichischen Alten Herrenstand am 24. November 1842 sowie schlussendlich den österreichischen Grafenstand als „von Meran“ durch Allerhöchste Entschließung vom 29. April 1844 für beider Sohn Franz Freiherrn von Brandhofen bzw. durch Allerhöchste Entschließung vom 9. Jänner 1850 für Anna Plochl selbst. 
Am 18. April 1861 wurde dem jeweiligen Fideikommissherrn auf Schloss Schenna bei Meran der Sitz als Erbliches Mitglied des Herrenhauses, des Oberhauses des österreichischen Reichsrats, zugetragen. Franz von Meran widmete sich ab 1862 der Verwaltung des väterlichen Erbes und der Fortentwicklung der aus dem Joanneum hervorgegangenen Einrichtungen. Er und seine Nachkommen wurden mit vielen Mitgliedern des österreichischen und deutschen Hochadels verwandt. 1869 wurde er vom Kaiser zum Ritter des Ordens vom Goldenen Vlies erhoben und 1882 zum Wirklichen Geheimen Rat ernannt. 
Der Name „Meran“ beruht auf Überlegungen, die auf den damaligen Archivar der steirischen Landstände Josef Wartinger aus Sankt Stefan ob Stainz zurückgeführt werden. Der Name der mit dem entsprechenden Titel zu ehrenden Familie sollte nicht mit einem bereits bestehenden Herrschaftsgebiet der Habsburger in Verbindung gebracht werden können, es sollte auf einen Namen eines ausgestorbenen Geschlechts zurückgegriffen werden, dessen Nachfolge die Habsburger angetreten hatten. Damit kamen in Betracht z. B. die Eppensteiner, Traungauer, Aflenz, Cilli, wobei schließlich der Bezug zu Tirol durch die Familie von Andechs-Meranien als ausschlaggebend betrachtet wurde. Über die Görz-Meinhardiner stammten die Habsburger auch von dieser Familie ab.

## Besitz
1818 hatte der Erzherzog das Bauerngut Brandhof in der Steiermark bei einer Auktion erworben, um hier ein Musterlandgut für alpenländische Viehzucht einzurichten. In der neuerrichteten Kapelle im Schloss heiratete er 1829 Anna Plochl, die im Jahr 1834 zur Freifrau von Brandhofen erhoben wurde und hier den Haushalt führte. 1840 erwarb Erzherzog Johann das (1785 aufgehobene) Augustinerchorherrenstift in Stainz in der Steiermark, das er zum Schloss Stainz umfunktionierte. Zudem ließ er in Graz von 1841 bis 1843 das Palais Meran als Wohnpalais für sich errichten. 
1845 kaufte Erzherzog Johann das Schloss Schenna bei Meran, in das er Teile seiner Sammlungen verbrachte, die man dort heute besichtigen kann. Zum Besitz gehören der landwirtschaftlicher Betrieb Thurnerhof und ein traditionelles Wirtshaus. Außerdem errichtete er das neugotische Mausoleum am Kirchhügel von Schenna, wo er, Anna und ihre Familie die letzte Ruhestätte fanden. 1855 errichtete Erzherzog Johann für seine Nachkommen ein Familien-Fideikommiss. Nach seinem Tod blieben das Schloss Stainz, ebenso wie der Brandhof und Schloss Schenna, bis heute im Familienbesitz seiner Nachkommen, der Familie Meran. Die Beziehungen der Familie zur Gemeinde Stainz sind eng geblieben. 2024 war Besitzer des Schlosses Stainz Franz Meran (geb. 1960), dessen Eltern Ingrid und Johann Meran in der Altargruft der Pfarrkirche Stainz beigesetzt sind.

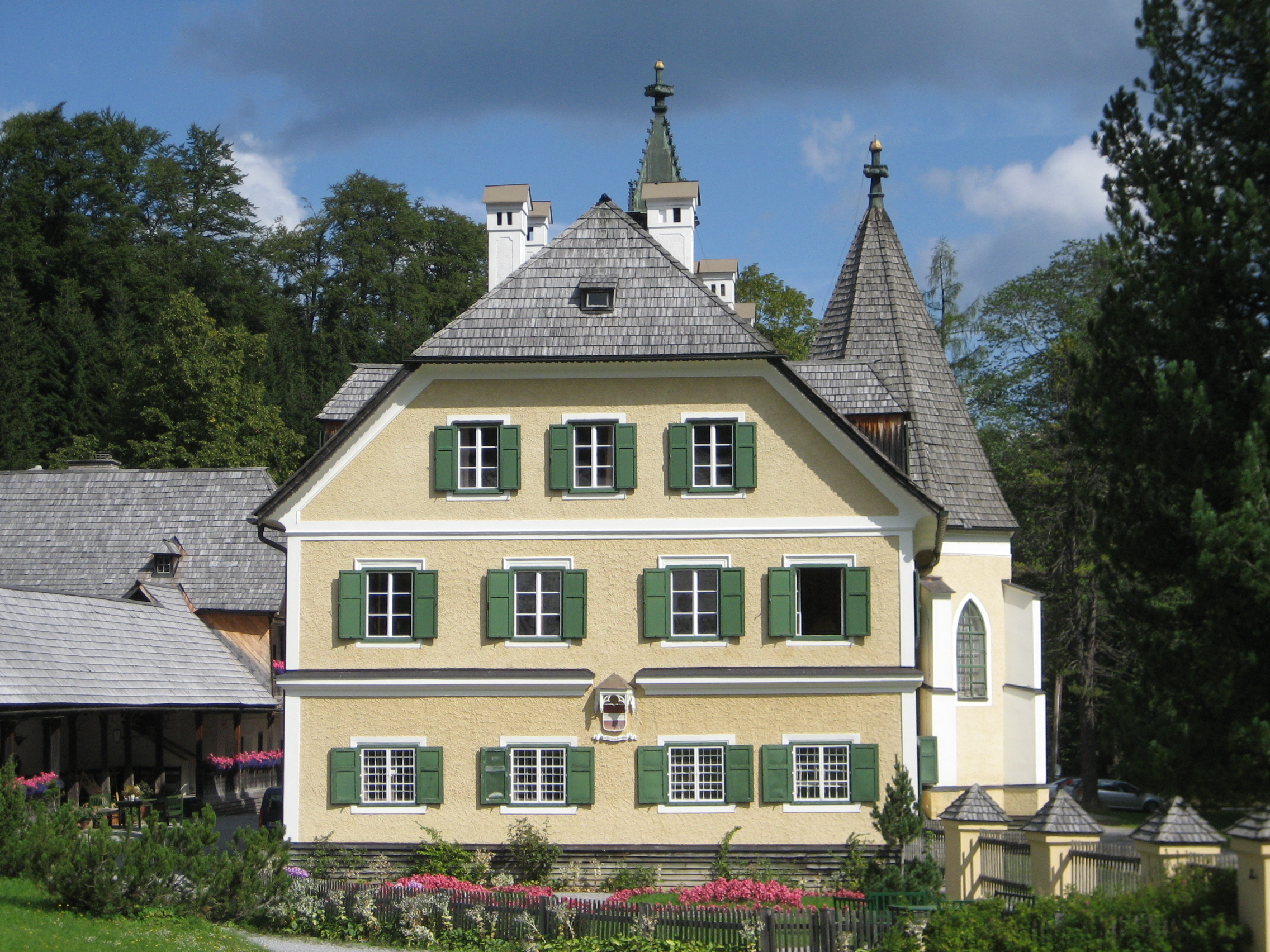
Der Brandhof, Steiermark
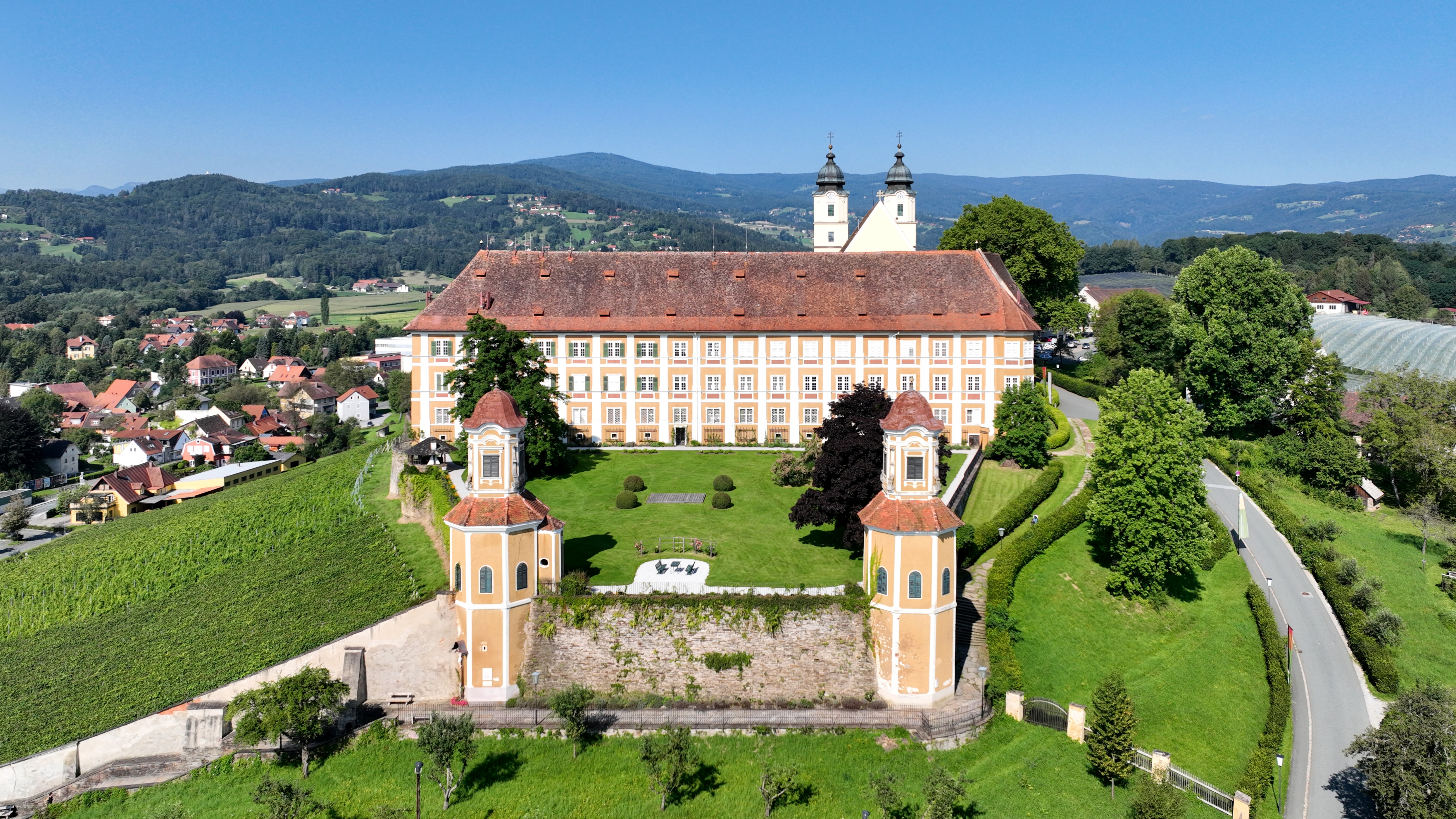
Schloss Stainz, Steiermark
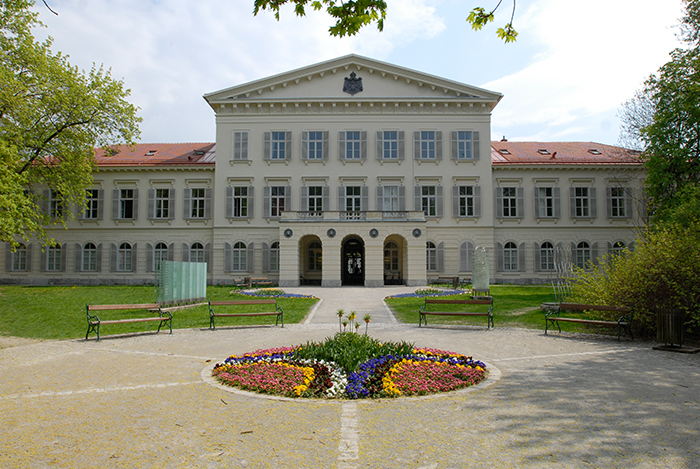
Palais Meran in Graz, Steiermark
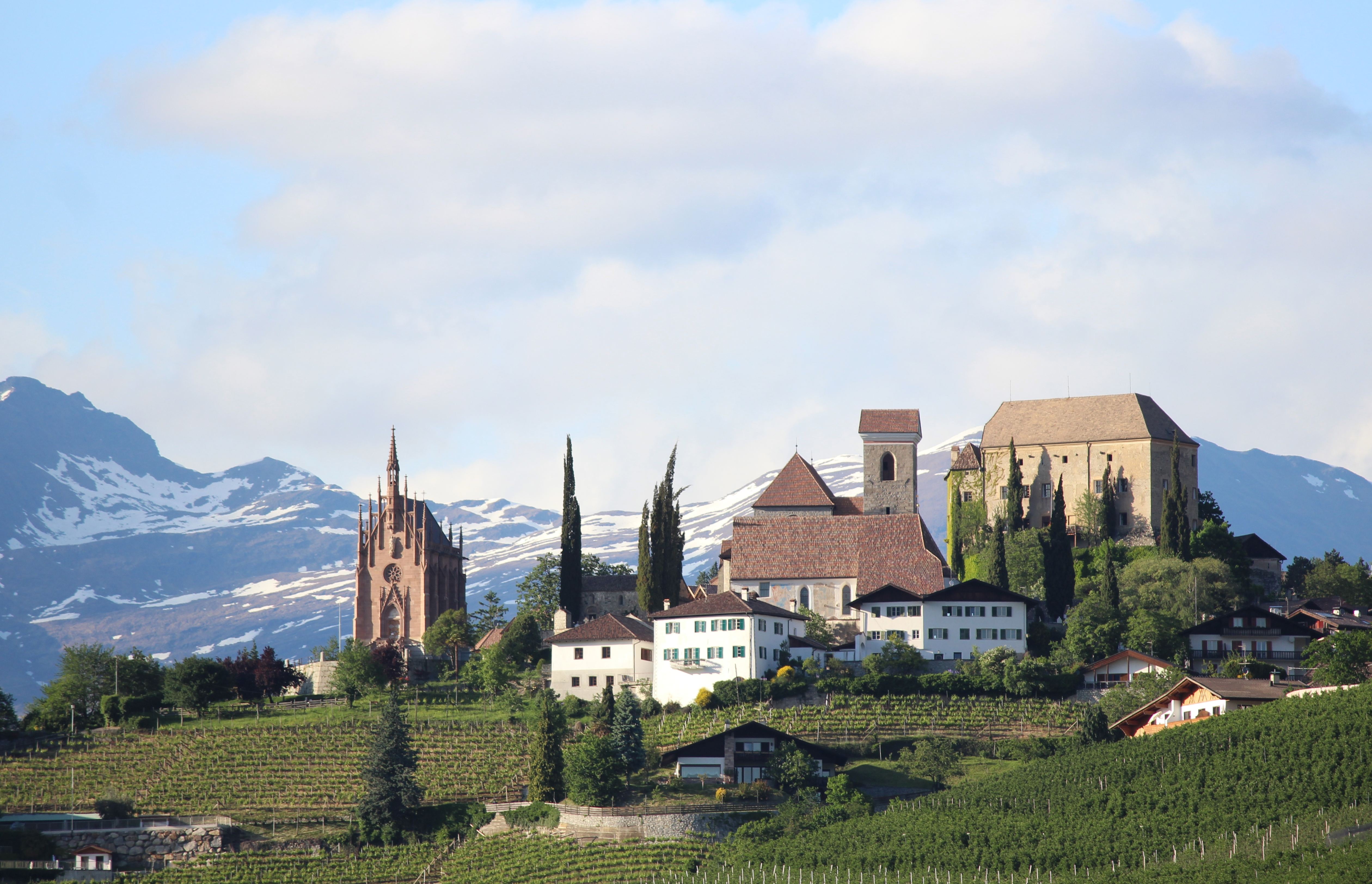
Schloss Schenna bei Meran mit Pfarrkirche und Mausoleum des Erzherzogs Johann

## Wappen

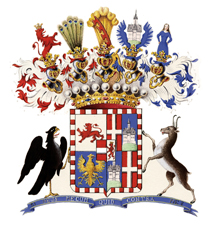
Wappen der Grafen von Meran, Freiherren von Brandhofen

Das Wappen der Familie (aus dem Jahre 1834) ist wie folgt:
Innerhalb von rot und silbernen Quadraten gestückter Einfassung geviert und belegt mit silbernen Herzschild, darin ein aufgerichteter roter Löwe, 1 und 4 in Rot ein anstoßendes silbernes Kreuz, 2 und 3 in Blau auf grünem Boden ein natürliches Schloßgebäude mit Mittelturm und Kapellenanbau davor. - Drei Helme, auf dem rechten mit rot-silbernen Decken der Löwe einwärts-wachsend, auf dem mittleren mit rechts rot-silbernen, links blau-silbernen Decken fünf natürliche Pfauenfedern, auf dem linken mit blau-silbernen Decken eine wachsende blau-gekleidete Jungfrau mit Blondhaar, die Hände an den Hüften. - Schildhalter: Rechts ein natürlicher Adler, links ein natürlicher Gemsbock.

## Angehörige
- Franz von Meran (1839–1891), österreichischer Adliger, Sohn von Erzherzog Johann
- Philipp Meran, als ursprünglich ungarischer Staatsbürger: Graf von … (1926–2021), österreichischer Museumsdirektor und Schriftsteller

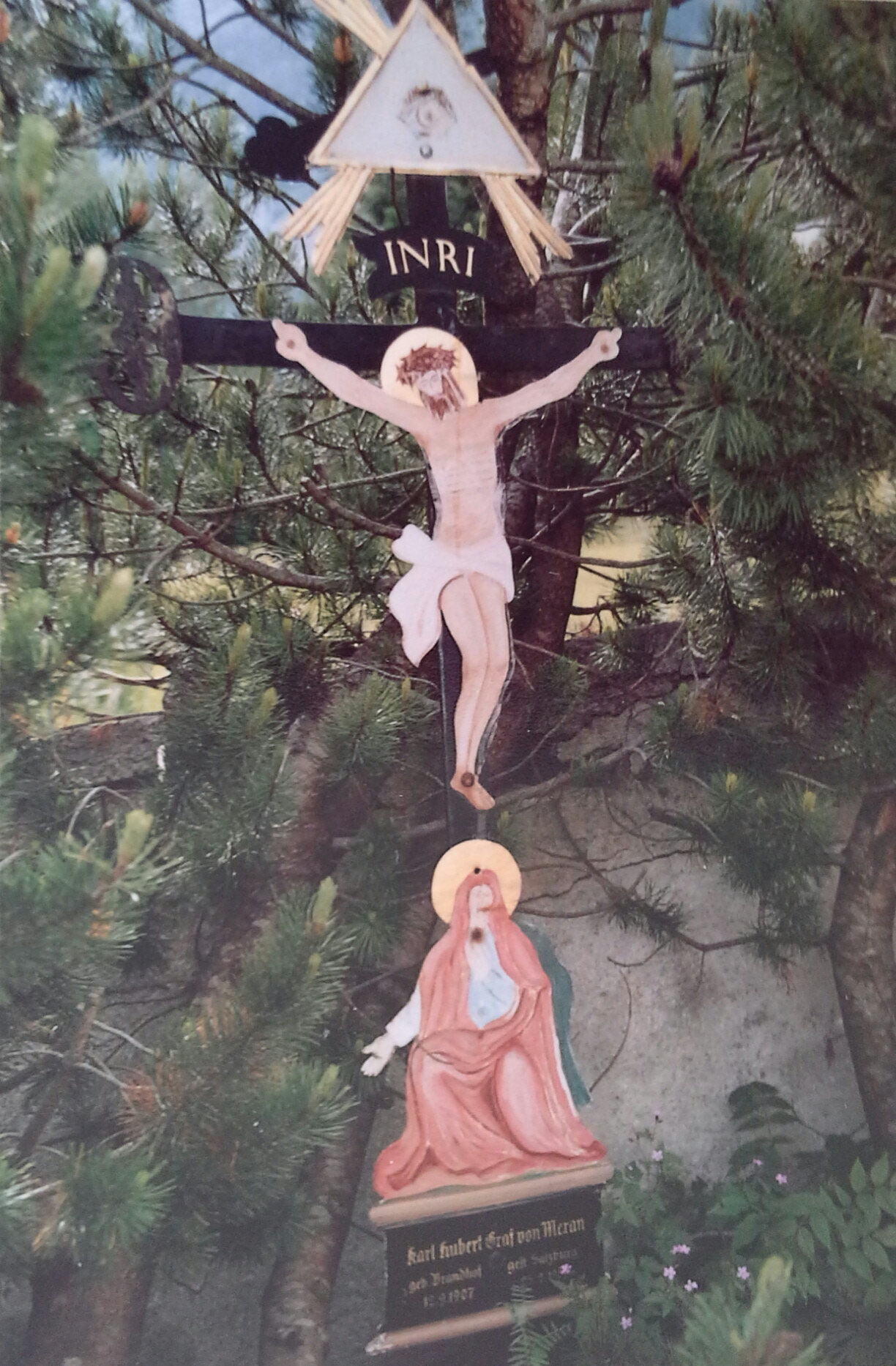
Grabkreuz für Karl Hubert Graf von Meran auf dem Friedhof Seewiesen

- Grabkreuz für Karl Hubert Graf von Meran auf dem Friedhof SeewiesenRudolf von Meran (1872–1959), österreichischer Statthalter, Enkel von Erzherzog Johann
- Johannes Gobertus Meran (* 1961), Arzt für Innere Medizin und Theologe

## Nachkommen
- Zu den direkten Nachkommen der Grafen von Meran (einige Generationen dazwischen) zählen u. a. die Brüder Nikolaus Harnoncourt, Philipp Harnoncourt, Karl Harnoncourt und Franz Harnoncourt.